# Popilius refugicornis
Popilius refugicornis is een keversoort uit de familie Passalidae. De wetenschappelijke naam van de soort is voor het eerst geldig gepubliceerd in 1962 door Buhrnheim.